# Liste der Bodendenkmale in Salzhausen
In der Liste der Bodendenkmale in Salzhausen sind alle Bodendenkmale der niedersächsischen Gemeinde Salzhausen aufgelistet. Die Quelle ist der Denkmalatlas Niedersachsen. Der Stand der Liste ist der 7. Oktober 2024.

## Allgemein
In den Spalten finden sich folgende Informationen des Bodendenkmales :
- Lage        : geographische Koordinaten
- Bezeichnung : Bezeichnung lt. Denkmalatlas
- Beschreibung: Beschreibung lt. Denkmalatlas
- ID          : Objekt-ID
- Bild        : Bild, ggf. zusätzlich mit Link zu weiteren Fotos im Medienarchiv Wikimedia Commons.

## Luhmühlen

### Luhmühlen 2
- ID:34125912
- Grabhügelfeld, unmittelbar am östl. Steilabhang zum Luhetal gelegen. Ehemals mindestens 13 Grabhügel mit Dm. von 3,2 – 7 m und  erhaltenen Höhen von 0,3 – 0,7 m. Ein z. T. untersuchter Körpergräberfriedhof  mit 14 ausgegrabenen Gräbern sowie einzelnen Urnenbestattungen. Schon 1854 wird der Fund einer Urne mit Leichenbrand gemeldet, in dem sich der Beschlag einer römischen Kasserolle mit Frauenkopfattache befunden haben soll, die Zuordnung dieses Fundes zu dieser Fundstelle ist allerdings unsicher. Funde der Römischen Kaiserzeit, der Völkerwanderungszeit und des frühen Mittelalters.

| Lage                        | Bezeichnung  | Beschreibung | ID       | Bild |
| --------------------------- | ------------ | --- | -------- | ---- |
| 53° 13′ 4″ N, 10° 11′ 58″ O | Luhmühlen 11 | In der Mitte eine muldenförmige Eingrabung. Dm. 5,40 m, H. 0,5 m. | 34126721 | BW   |
| 53° 13′ 4″ N, 10° 11′ 58″ O | Luhmühlen 12 | Form unregelmäßig. 1965 bereits Teiluntersuchung, hier wurde im Profil eine Grabgrube sowie eine jüngere Nachbestattung dokumentiert, weitere Untersuchung 2013. Dm. 6,6 m, H. 0,5 – 0,6 m. | 34426362 | BW   |
| 53° 13′ 3″ N, 10° 11′ 59″ O | Luhmühlen 13 | An der W-Seite ein Teil abgegraben. Dm. etwa 5,6 m; H. 0,7 m. | 34426928 | BW   |
| 53° 13′ 3″ N, 10° 12′ 0″ O  | Luhmühlen 14 | In der Mitte Störung durch alte Eingrabung. Auf Grundstücksgrenze, über den Hügel verläuft ein Zaun. Dm. 4,20 m; H. 0,40 – 0,45 m.                                                          | 34426959 | BW   |
| 53° 13′ 4″ N, 10° 12′ 0″ O  | Luhmühlen 16 | | 34452993 | BW   |
| 53° 13′ 4″ N, 10° 12′ 3″ O  | Luhmühlen 17 | Klein, sehr flach, schwer zu erkennen. Dm. ca. 3,5 m, H. ca. 0,3 m. | 34453011 | BW   |
| 53° 13′ 4″ N, 10° 12′ 0″ O  | Luhmühlen 18 | Sehr flach, Dm. ca. 5 m, H. ca. 0,4 m. | 34453022 | BW   |
| 53° 13′ 2″ N, 10° 12′ 3″ O  | Luhmühlen 21 | Deutlich gewölbt, Steinkranz ist modern und erfolgte im Rahmen der Gartengestaltung. Dm. ca. 8 m; H. ca. 1,2 m.                                                                             | 34453066 | BW   |
| 53° 13′ 2″ N, 10° 12′ 2″ O  | Luhmühlen 22 | Im Zuge von Gartengestaltung mit modernen Steinkranz umstellt. Dm. ca. 3 m; H. ca. 0,4 m.                                                                                                   | 34453079 | BW   |
| 53° 13′ 2″ N, 10° 12′ 2″ O  | Luhmühlen 23 | Klein, flach. Im Zuge der Gartenneugestaltung mit Mutterboden aufgehöht und dann mit Rasen eingesät. Dm. ca. 2,5 m, H. 0,4 m.                                                               | 34453092 | BW   |

## Oelstorf
| Lage                        | Bezeichnung            | Beschreibung | ID       | Bild |
| --------------------------- | ---------------------- | --- | -------- | ---- |
| 53° 13′ 35″ N, 10° 8′ 36″ O | Oelstorf 1, Grabhügel  | Sehr wuchtig, Rand stark abgegraben. Dm. 15 m; H. 1,6 m. | 28961725 | BW   |
| 53° 13′ 32″ N, 10° 8′ 40″ O | Oelstorf 5, Grabhügel  | Ehemals kräftig gewölbt, oben abgeflacht, mittig ein großer Stubben, sonst frei von Bewuchs, Hügelmaterial teilweise über die Hangkante abgeflossen. 10 m; H. 1 m. | 28961724 | BW   |
| 53° 13′ 31″ N, 10° 8′ 40″ O | Oelstorf 6, Grabhügel  | Breit, extrem flach, Oberteil insgesamt abgetragen, davon die W-Seite stärker, im östl. Bereich H. noch 0,7 m, kaum noch sichtbar. Dm. 15 m.                       | 28961722 | BW   |
| 53° 13′ 32″ N, 10° 8′ 40″ O | Oelstorf 7, Grabhügel  | Klein, unscheinbar; alte Eingrabung. Breit, extrem flach, kaum noch sichtbar. Dm. 8 m, H. 0,6 m.                                                                   | 28961726 | BW   |
| 53° 13′ 31″ N, 10° 8′ 42″ O | Oelstorf 9, Grabhügel  | Wuchtig, In der Mitte alte Eingrabung; an Rändern angegraben; Kaninchenbaue. Trampelpfad direkt über die Kuppe. Dm. 20 m; H. 1,6 m.                                | 28961728 | BW   |
| 53° 13′ 36″ N, 10° 9′ 13″ O | Oelstorf 12, Grabhügel | Steiler Rand, oben flach. Dm. 15 m; H. 0,9 m. | 28961727 | BW   |
| 53° 14′ 9″ N, 10° 9′ 17″ O  | Oelstorf 19, Grabhügel | Sehr wuchtig, vom Grenzgraben überschnitten. An W-Seite altes Stellungsloch, sonst gut erhalten. Dm. 18 m; H. 1,6 m.                                               | 28961729 | BW   |

## Putensen
| Lage                         | Bezeichnung            | Beschreibung | ID       | Bild |
| ---------------------------- | ---------------------- | --- | -------- | ---- |
| 53° 11′ 53″ N, 10° 13′ 33″ O | Putensen 5, Grabhügel  | Durch Trichter schwer beschädigt. Weitere Einkuhlungen, Tierbaue. Dm. 15 m, H. 1,0 m                                                    | 28953138 | BW   |
| 53° 11′ 44″ N, 10° 10′ 58″ O | Putensen 16, Grabhügel | Etwas verwaschen, vermutlich von altem Hochackergebiet und von Streifenpflug überpflügt. Dm. 10 m; H. 0,8 m.                            | 28953243 | BW   |
| 53° 11′ 44″ N, 10° 12′ 30″ O | Putensen 23, Grabhügel | Kleiner Trichter bzw. Eingrabung in Kuppe. Dm. ca. 17 m, H. geschätzt 1,8 – 2,0 m.                                                      | 28953249 | BW   |
| 53° 11′ 39″ N, 10° 13′ 13″ O | Putensen 24, Grabhügel | Weite Kuppenmulde, wohl Stellungsbauten, ca. 6 m³ wieder instand gesetzt. H. ca. 1,0 m; Dm. 15 m.                                       | 28953250 | BW   |
| 53° 11′ 49″ N, 10° 13′ 30″ O | Putensen 25, Grabhügel | Flach, Schäden durch Stellungsbauten, ca. 8 m³ instand gesetzt. Dm. 12 m; H. bis 0,5 m                                                  | 28953251 | BW   |
| 53° 11′ 37″ N, 10° 12′ 37″ O | Putensen 26, Grabhügel | Mittelhoch, große, seitliche Eingrabung von Ost/Südost; Zentralgrab kann noch erhalten sein; Steinkreis ist entfernt. Dm. 20 m; H. 1 m. | 28953252 | BW   |
| 53° 11′ 51″ N, 10° 13′ 35″ O | Putensen 28, Grabhügel | | 28951519 | BW   |
| 53° 11′ 52″ N, 10° 13′ 36″ O | Putensen 29, Grabhügel | Annähernd rund, Holzrückspuren. Dm. ca. 13 m; H. ca. 0,6 m.                                                                             | 28951520 | BW   |

## Salzhausen
| Lage                         | Bezeichnung              | Beschreibung                                                          | ID       | Bild |
| ---------------------------- | ------------------------ | --------------------------------------------------------------------- | -------- | ---- |
| 53° 15′ 24″ N, 10° 10′ 49″ O | Salzhausen 17, Grabhügel | Sehr wuchtig, große alte Eingrabung in der Mitte. Dm. 20 m; H. 1,6 m. | 28959629 | BW   |
| 53° 15′ 34″ N, 10° 10′ 44″ O | Salzhausen 18, Grabhügel | Kräftig gewölbt, alte Eingrabung in der Mitte. Dm. 10 m; H. 0,9 m.    | 28959628 | BW   |